# Nicholas Rippen Abberly
Nicholas Rippen Abberly (25 de Março de 1891 – abril de 1983) foi um pioneiro da aviação norte-americano e membro do Early Birds of Aviation.

## Biografia
Abberly nasceu em 25 de Março de 1891.
Ele construiu e voou numa aeronave de configuração por impulsão em Mineola, Nova York, em Long Island, em Setembro de 1910. Ele voou sozinho a bordo da aeronave em outubro de 1910.
Um inventor por comércio, Abberly submeteu várias patentes em um grande número de disciplinas, incluindo um fundo para equipamento flutuante, equipamentos de repercução para máquinas de fitness, pranchetas de escritório, e colunas de metal.
Morreu em abril de 1983, em Cedar Rapids, Iowa.